# Héctor Castaño
Pour les articles homonymes, voir Castaño.
Héctor Manuel Castaño Betancurt, né le 23 janvier 1965 à Itagüí (département d'Antioquia), est un ancien coureur cycliste colombien.
Il a remporté la Vuelta a Antioquia en 1994, terminé à la troisième place du Tour de Colombie 2000 et a participé au Tour de France 1995 sous les couleurs de l'équipe Kelme-Sureña. Puis il intègre les cadres techniques du club Orgullo Paisa.

## Repères biographiques
Natif d'Itagüí, Héctor Manuel Castaño réside à San Antonio de Prado (es), où il est engagé dans la vie sociale et politique de ce corregimiento (subdivision de l'aire rurale) de Medellín. Il s'est notamment impliqué dans la candidature de son cousin germain Gabriel Jaime Rico à la mairie de Medellín. Castaño est marié et père d'une fille.
Castaño commence la compétition à l'âge de seize ans dans le "Club Gallístico Villa Julia" à Guayabal (es) (commune de Medellín), avec une bicyclette d'une vingtaine de kilo que son père avait acheté. En 1986, il monte sur le podium de la Vuelta de la Juventud (Tour de Colombie espoirs). Il devient membre du club Orgullo Paisa pour quatre saisons en 1993-94 puis en 1997-98. Dans l'intermède, Héctor signe pour la formation Kelme avec laquelle il participe au Tour de France 1995, aux côtés de Laudelino Cubino et de Francisco Cabello. C'est là qu'il connut Álvaro Pino, entraîneur qui l'a le plus influencé dans sa carrière. Dans son palmarès, se détachent des places dans les cinq premiers des courses par étapes les plus importantes du calendrier national colombien (troisième du Tour de Colombie 2000, quatrième en 2001, cinquième du Clásico RCN 1999).
Héctor Manuel Castaño se retire de la compétition en 2002, après une dernière saison dans l'équipe vénézuélienne "Gobernación del Zulia - Alcaldía de Cabimas". Puis il travaille comme directeur sportif pour la ligue cycliste du département d'Antioquia, dans le programme Fomento al ciclismo Antioquia Piensa en Grande, avec le gouverneur Luis Pérez Gutiérrez (es), pour développer la pratique du cyclisme dans les municipalités d'Antioquia. Revenu au club Orgullo Paisa comme entraîneur des jeunes, fin 2016, il prend la direction technique de l'équipe professionnelle,  et ce jusqu'en 2022.

## Palmarès
- 1988
  - 5e étape du Tour de Guadeloupe
- 1993
  - 9e étape du Clásico RCN
- 1994
  - Classement général de la Vuelta a Antioquia
  - 8e étape du Clásico RCN
- 2000
  - 3e du classement général du Tour de Colombie

## Résultats sur les grands tours

### Tour de France
- 1995 : abandon (18e étape)